# Austrochaperina mehelyi
Austrochaperina mehelyi är en groddjursart som först beskrevs av Parker 1934.  Austrochaperina mehelyi ingår i släktet Austrochaperina och familjen Microhylidae. IUCN kategoriserar arten globalt som otillräckligt studerad. Inga underarter finns listade.